# 7-я Парковая улица
7-я Па́рковая у́лица — улица в Восточном административном округе города Москвы на территории районов Измайлово и Северное Измайлово.

## История
Улица получила своё название 18 ноября 1949 года как одна из 16 номерных Парковых улиц, ведущих с севера к Измайловскому парку.

## Расположение
7-я Парковая улица проходит от Измайловского проспекта на север, пересекает Нижнюю Первомайскую улицу, Первомайскую улицу, Измайловский бульвар и Верхнюю Первомайскую улицу и проходит до Сиреневого бульвара, от которого восточнее проходит на север до улицы Константина Федина второй участок 7-й Парковой улицы. Участок от Измайловского проспекта до Сиреневого бульвара расположен на территории района Измайлово, участок от Сиреневого бульвара до улицы Константина Федина — на территории района Северное Измайлово. Нумерация домов начинается от Измайловского проспекта.

## Примечательные здания и сооружения
По нечётной стороне: дом № 3 — На стене дома № 3 на улице 7-я Парковая в Москве установлена мемориальная доска с надписью: «В этом здании летом 1942 года был сформирован 92-й гвардейский миномётный полк».
По чётной стороне: дом № 58 — магазин Пятёрочка (ранее ОАО Гипропищепром), составляет единый ансамбль с двумя жилыми корпусами: первый — пятиэтажный (с двумя лифтами со стороны Первомайской улицы), второй — девятиэтажный, в глубине двора, построен в 1982 году.

## Транспорт

### Автобус
- 257: от Измайловского бульвара до Сиреневого бульвара (по маршруту «Южное Измайлово» — «Уссурийская улица») и обратно

### Метро
- Станция метро «Первомайская» Арбатско-Покровской линии — восточнее улицы, на пересечении 9-й Парковой улицы с Первомайской улицей и Измайловским бульваром
- Станция метро «Щёлковская» Арбатско-Покровской линии — северо-восточнее улицы, на пересечении Щёлковского шоссе с 9-й Парковой и Уральской улицами